# Schismatothele
Genre
Synonymes
- Hemiercus Simon, 1903

Schismatothele est un genre d'araignées mygalomorphes de la famille des Theraphosidae.

## Distribution
Les espèces de ce genre se rencontrent au Venezuela, en Colombie, au Brésil, en Guyane et à Trinité-et-Tobago.

## Liste des espèces
Selon World Spider Catalog (version 24, 15/04/2023) :
- Schismatothele benedettii Panzera, Perdomo & Pérez-Miles, 2011
- Schismatothele caeri Moeller, Weinmann & Guadanucci, 2023
- Schismatothele caiquetia Moeller, Weinmann & Guadanucci, 2023
- Schismatothele hacaritama Perafán, Valencia-Cuéllar & Guadanucci, 2019
- Schismatothele inflata (Simon, 1889)
- Schismatothele kastoni (Caporiacco, 1955)
- Schismatothele lineata Karsch, 1879
- Schismatothele merida Moeller, Weinmann & Guadanucci, 2023
- Schismatothele modesta (Simon, 1889)
- Schismatothele moonenorum Moeller, Weinmann & Guadanucci, 2023
- Schismatothele olsoni Guadanucci, Perafán & Valencia-Cuéllar, 2019
- Schismatothele opifex (Simon, 1889)
- Schismatothele quimbaya Moeller, Weinmann & Guadanucci, 2023
- Schismatothele timotocuica Moeller, Weinmann & Guadanucci, 2023
- Schismatothele wayana Moeller, Weinmann & Guadanucci, 2023
- Schismatothele weinmanni Guadanucci, Perafán & Valencia-Cuéllar, 2019

## Systématique et taxinomie
Ce genre a été décrit par Karsch en 1879 dans les Theraphosidae. Il est placé en synonymie avec Holothele par Raven en 1985. Il est relevé de synonymie par Rudloff en 1997.
Hemiercus a été placé en synonymie par Guadanucci et Weinmann en 2014.

## Publication originale
- Karsch, 1879 : « Arachnologische Beitrage. » Zeitschrift für die gesammten Naturwissenschaften, vol. 52, p. 534-562.